# Aeoloplides tenuipennis
Aeoloplides tenuipennis, conocido generalmente como saltamontes de arbusto salado de alas estrechas o saltamontes de arbusto de alas estrechas, es una especie de saltamontes de garganta puntiaguda del género Aeoloplides, familia Acrididae.

 Se encuentra comúnmente en el este de California, Arizona y el suroeste de Nuevo México hacia el norte a través de Utah y el sur de Nevada hasta el sur de Idaho.

## Ecología
Aeoloplides tenuipennis habita en muchas partes del sur de Estados Unidos y el norte de México. Sus plantas de alimentación habitan en el matorral desértico de la zona biológica del Bajo Sonora, planicies alcalinas y pastizales. En el sureste de Arizona, abunda en la planta de sal de cuatro alas, Atriplex canescens; también se encuentra en Atriplex polycarpa, algas marinas o mordeduras marinas, Suaeda, palo de grasa, Sarcobatus vermiculatus, y el cardo ruso espinoso introducido, Salsola tra. La dieta especializada de quenópodos incluye plantas nocivas como el cardo ruso espinoso (planta rodadora), y A. tenuipennis generalmente se considera inocua a beneficiosa donde pasta el ganado.

## Factores económicos
Muchas especies de saltamontes, como Aeoloplides tenuipennis, han representado una amenaza para la economía agrícola en lo que respecta al manejo de plagas. Se sabe que alteran la vida de los cultivos y disminuyen las ganancias agrícolas. Se han realizado investigaciones para comprender las primeras etapas del saltamontes de alas estrechas, conocidas como etapas de ninfa, a fin de disminuir la destrucción del saltamontes de una manera respetuosa con el medio ambiente.